# Amymusu Jones
Pour les articles homonymes, voir Jones.
Amymusu K. Jones, née vers 1948, morte en 2018, est une juriste libérienne. Première femme magistrate présidente  d'un tribunal de première instance au Liberia, elle est  longtemps la plus ancienne magistrate dans ce pays.

## Biographie
Amymusu Jones est née à Robertsport, dans le comté de Grand Cape Mount. Elle commence sa scolarité sur place avant de partir pour la France, où elle obtient un certificat de langue française à l'Institut catholique de Paris. Elle obtient une licence en arts au Hunter College de l'université de New York en 1979 et une licence en droit à la Louis Arthur Grimes School of Law de l'université du Liberia en 1988,.
Amymusu Jones commence sa carrière d'avocate au sein du cabinet Jones and Jones Law Firm à Monrovia, avant d'être nommée conseillère juridique au ministère des Finances. Elle devient ensuite juge de la dette, des successions et d'autres tribunaux de circuit avant d'être nommée par le président libérien et confirmée par le Sénat libérien en tant que juge résidente du 5e tribunal de circuit judiciaire du comté de Grand Cape Mount, en août 2002.
Cette année-là, en 2002, elle est choisie pour faire partie des délégués internationaux chargés de superviser les élections dans la Sierra Leone voisine. Elle est enregistrée comme représentante du réseau des femmes de l'Union du fleuve Mano par la Fondation Carter qui supervise ce travail.
Amymusu Jones sert le système judiciaire libérien pendant 24 années ininterrompues et préside un tribunal de première instance pendant 12 ans, à partir de 2006. Elle prend sa retraite le 3 août 2018 et meurt le 3 septembre 2018, 30 jours après son passage en retraite,.